# Helmut Seibt
Helmut Seibt, född 25 juni 1929 i Wien, död 21 juli 1992, var en österrikisk konståkare.
Seibt blev olympisk silvermedaljör i konståkning vid vinterspelen 1952 i Oslo.